# Parc Nacional de la Vanoise
Parc Nacional de la Vanoise és un parc nacional francès entre les valls de Tarentèsa i Mauriena en els Alps, creat el 1963. Fou el primer parc nacional francès. Aquest parc es troba al Departament francès de Savoia. Petits pobles com Champagny-le-Haut, Termignon, La Chiserette, Bramans, Sollières-Sardières, Friburge i Séez són a prop d'aquest parc.
El parc està rodejat per grans estacions d'esquí franceses: Les Trois Vallées, Tignes, Val-d'Isère, Les Arcs i La Plagne.En el costat italià de la frontera, el parc és continuat pel Parc Nacional Gran Paradiso. Junts, aquests dos parcs cobreixen més de 1250 km² que els fan els parcs nacionals alpins més grans.

## Flora i fauna
El parc és conegut per la seva població de Cabra dels Alps (Capra ibex, en francès:bouquetin), el qual és el seu emblema.
L'Isard alpí, com la cabra dels Alps, gasta gairebé tot l'any per sobre del Límit arbori. Descendeixen a la línia de neu a la primavera i finals de la tardor per gaudir de l'herba al descobert pel gel i la neu. Marmota alpina, llop, linx nòrdic, llebre de les neus, teixó, ermini i mustela són els altres mamífers generalment presents a la Vanoise.
Hi ha més de 100 espècies d'ocell en l'àrea protegida. Els ocells de presa inclouen: Trencalòs, àguila daurada i duc. Altres ocells trobats en el parc són el picot negre, perdiu blanca, cercavores, trencanous, Gralla de bec groc i el gall de cua forcada. El Pela-roques és trobat en penya-segats costeruts especialment per imbricació.